# استیو جورچیک
استیو جی. جورچیک (انگلیسی: Steve Jurczyk؛ زادهٔ ۲۰ فوریهٔ ۱۹۶۲) سیاست‌مدار اهل ایالات متحده آمریکا است.او یک مهندس برق و علوم است که از آغاز ریاست جمهوری جو بایدن تا معرفی مدیر جدید به عنوان سرپرستی ناسا خدمت کرده‌است. وی پیش از این در مرکز تحقیقات لنگلی در همپتون، ویرجینیا کار می‌کرد.
جورچیک کار خود در ناسا را در سال ۱۹۸۸ در مرکز تحقیقات لانگلی در بخش سیستم‌های الکترونیکی به عنوان مهندس طراحی، ادغام و آزمایش آغاز کرد و در ساخت و توسعهٔ چندین سیستم سنجش از دور زمین از فضا موفق بود. از ۲۰۰۲ تا ۲۰۰۴، جورچیک مدیر بخش مهندسی، و از ۲۰۰۴ تا ۲۰۰۶ مدیر تحقیقات و فناوری در لنگلی بود و در آنجا همکاری سازمان‌ها را در طیف وسیعی از رشته‌های تحقیق، فناوری و مهندسی که در تمام زمینه‌های مأموریت ناسا همکاری می‌کنند، بر عهده داشت.
از اوت ۲۰۰۶، جورچیک به عنوان معاون مرکز لانگلی خدمت کرد. در ماه مه ۲۰۱۴، جورچیک به عنوان مدیر مرکز تحقیقات لانگلی ناسا منصوب شد. وی در آنجا اولین مرکز میدانی ناسا را عهده‌دار بود که نقشی اساسی در ماموریت‌های تحقیقات، اکتشاف و علوم هوانوردی ناسا ایفا می‌کند.
پس از لانگلی، از ژوئن ۲۰۱۵، جورچیک معاون همیار اداره مأموریت فناوری فضایی بود. در این سمت وی برنامه‌های فناوری فضایی آژانس را با تمرکز بر توسعه و نشان دادن فناوری‌های دگرگون کننده برای اکتشاف رباتیک و انسانی سامانه خورشیدی با همکاری، تدوین و با همکاری نهادهای صنعتی و دانشگاهی اجرا کرد. در ماه مه ۲۰۱۸، جورچیک به عنوان مدیر همیار ناسا، بالاترین مقام کارمندی در آژانس، شد.
وی پس از استعفای جیم برایدنستاین در ۲۰ ژانویهٔ ۲۰۲۱ به عنوان مدیر ناسا منصوب شد.